# Nico (film)
A Nico (angolul: Above the Law) 1988-ban készült amerikai akciófilm Andrew Davis rendezésében. A film főszereplője Steven Seagal, akinek ez volt a filmes debütálása, köszönhetően a próbafelvételeknek, amiket követően Michael Ovitz szerződést ajánlott neki a Warner Bros. filmstúdiónál.

## Cselekmény
|  | Alább a cselekmény részletei következnek! |

Nico Toscani (Steven Seagal) egy kiemelkedő, tehetséges rendőrnyomozó a chicagói bűnügyi osztagnál. Palermóban született, majd mikor a fiú hétéves volt, a szülei az Amerikai Egyesült Államokba emigráltak. Fiatal korában Nico nagyfokú érdeklődést mutatott a harcművészetek iránt, majd ennek hatásása Japánba költözött, hogy ott tanuljon. 1969-ben beszervezték a CIA-hoz, majd vietnámi útja után visszatért Chicagóba, hogy rendőr legyen.
Nico és partnere Jax (Pam Grier) – miután egy drograzzia során elkapnak két dílert – a helyszínen plasztikbombákat fedeznek fel. Később viszont az események különös fordulatot vesznek; a vezetőség elengedi azokat az embereket, akiket Nico fogott el, majd elveszik tőle az ügyet, mert felfedte a CIA-nek a drogmaffiához fűződő kapcsolatait. Nemsokára a helyi templomban egy mise alatt robbanás történik, melyben a pap, Nico egy barátja életét veszti.
Ezután átkutatják Nico házát és arra bírják, hogy tegye le a jelvényét. Nico lekapcsol egy dílert, aki feladja Kurt Zagont (Henry Silva); egy korrupt CIA-ügynököt, aki megpróbálta finanszírozni Nicaragua invázióját. Amikor Nico megtudja, hogy Zagon áll a robbanás hátterében és egy őt korábbi háborús bűneiért lebuktatni próbáló szenátor életére akar törni, Nico személyes hadjáratot indít Zagon és a bandája ellen és magával Zagonnal is végez. A film végén Nico narrációja hallható:
„Mindaddig, amíg létezhet bármilyen csoport, amelynek nem kell számot adnia a tetteiről, amely manipulálhatja a sajtót, a bírákat, a kongresszus tagjait, addig mindig lesznek a kormány tagjai közt is olyanok, akik a törvény felett állnak.”

## Szereplők
| Színész             | Szerep                | Magyar hang           | Magyar hang          |
| Színész             | Szerep                | 1. szinkron (1989–92) | 2. szinkron          |
| ------------------- | --------------------- | --------------------- | -------------------- |
| Steven Seagal       | Nicola "Nico" Toscani | Szakácsi Sándor       | Szabó Sipos Barnabás |
| Pam Grier           | Delores „Jax” Jackson | Borbás Gabi           | Kocsis Mariann       |
| Henry Silva         | Kurt Zagon            | Áron László           | Szersén Gyula        |
| Ron Dean            | Lukich nyomozó        | Makay Sándor          | Papp János           |
| Sharon Stone        | Sara Toscani          | Herczeg Csilla        | Balázs Ágnes         |
| Daniel Faraldo      | Tony Salvano          | Bor Zoltán            | Rékasi Károly        |
| Miguel Nino         | Chi Chi Ramon         | Hankó Attila          | Gesztesi Károly      |
| Joseph Gennaro atya | Joe Greco             | Gruber Hugó           |                      |
| Nelson Fox          | Chelcie Ross          | Ujlaki Dénes          | Székhelyi József     |

## A film készítése
Mikor bejelentették, hogy Seagal-t választották ki a főszerepre, Michael Ovitz ügynököt – Seagal egyik volt tanítványát – megkérdezték, hogy miért pont az aikido bajnokra bízza a szerepet. Ovitz állítólag azt válaszolta, hogy bizonyítani akarta elméletét, mely szerint bárkiből képes filmsztárt csinálni.

## Kritikai visszhang
A film többségében pozitív kritikákat kapott. A kritikusok dicsérték az akciójeleneteket és a jól megrendezett verekedéseket, viszont megjegyezték, hogy a film igen kevés drámai elemet vonultat fel. A Rotten Tomatoes-on 62%-ot kapott (így – az Úszó erőd mellett – egyike a két „friss”, azaz minimum 60%-os értékelést elért Seagal-filmnek), az Internet Movie Database-on jelenleg 6.0 ponton áll. A magyar közönség kifejezetten jól fogadta a filmet, amely a videofilmes korszak egyik jelentős alkotásának számított.

## Televíziós megjelenések
- 1. magyar szinkron:
HBO, RTL Klub
- 2. magyar szinkron:
TV-1